# Зубно-альвеолярные согласные
Зубно-альвеолярные согласные — согласные, воспроизводимые плоским языком, касающимся одновременно альвеолярного отростка и верхних зубов, такие как /t/ и /d/ в языках, таких как испанский, французский или русский. Таким образом, понятие зубно-альвеолярных согласных совпадает с понятием альвеолярных ламинальных.
Часто зубно-альвеолярные согласные отмечаются как «зубные», так как виден только передний контакт с зубами. Несмотря на это, именно самая задняя точка касания языка является определяющей резонансного акустического пространства и придающей согласному его характерный звук.
В французском языке дальней точкой является альвеолярная или, иногда, слегка предальвеолярная. Испанские /t/ и /d/ — ламинальные зубно-альвеолярные, в то время как /n/ и /l/ альвеолярные (хотя и могут ассимилироваться последующим /t/ или /d/). Аналогично, в итальянском /t/, /d/, /t͡s/, /d͡z/ — зубно-альвеолярные, а /l/ и /n/ — альвеолярные.
Зубные щёлкающие также является ламинальным зубно-альвеолярным.